# Coupe de Belgique de football 1971-1972
Navigation
Édition précédente Édition suivante
La Coupe de Belgique 1971-1972 est le dix-septième édition de la coupe de Belgique de football.
Cette édition est marquée par de belles prestations de formations de Division 2 qui se retrouvent plus nombreuses en quarts de finale. Toutefois, la finale est atteinte par deux des grands favoris.
Au stade du Heysel à Bruxelles, devant son grand rival du Standard, le R. SC Anderlechtois conquiert le trophée pour la 2e fois de son Histoire.

## Fonctionnement - Règlement
La Coupe de Belgique 1971-1972 est jouée par matchs à élimination directe. Les équipes de Division 1 et de Division 2 commencent l'épreuve à partir des trente-deuxièmes de finale.
Au total 256 clubs participent à la 17e édition de l'épreuve.
Pour l'édition 71-72, quatre tours préliminaires concernent 224 clubs issus de tous les niveaux inférieurs. Au total, les 256 équipes proviennent des divisions suivantes :
- 129 clubs provinciaux
- 61 clubs de Promotion
- 32 clubs de Division 3
- 16 clubs de Division 2
- 16 clubs de Division 1

### Déroulement schématique

#### Tours préliminaires
- TOUR 1: 64 rencontres, 128 clubs des Séries provinciales
  - TOUR 2: 64 rencontres, 64 qualifiés du Tour 1 + les 64 clubs de Promotion de la saison précédente (qui sont têtes de série et ne se rencontrent pas entre eux)
    - TOUR 3: 32 rencontres, 64 qualifiés du Tour 2 (pré-tirage intégral, plus de tête de série)
      - TOUR 4: 32 rencontres, 32 qualifiés du Tour 3 + les 32 clubs de Division 3 de la saison précédente (qui sont têtes de série et ne se rencontrent pas entre eux)

#### Phase finale
- 1/32e de finale : 32 qualifiés du Tour 4, 16 clubs de Division 2 de la saison précédente et 16 clubs de Division 1 de la saison précédente (D1 et D2 sont têtes de série et ne se rencontrent pas entre elles)
  - 1/16e de finale (à partir de ce tour, tirage intégral, plus de têtes de série)
    - 1/8e de finale
      - 1/4 de finale
        - 1/2 finales
          - FINALE

### Replay éventuel
Lors des 1/32e et des 1/16e de finale, en cas d'égalité à la fin du temps réglementaire, on joue une prolongation de 2x15 minutes, suivie d'une séance de tirs au but si la parité subsiste.
À partir des 1/8e de finale, si l'égalité persiste après 120 minutes, la partie est rejouée sur le terrain de l'équipe qui s'est initialement déplacée.

## Calendrier
Le tirage au sort des quatre tours éliminatoires et des trente-deuxièmes de finale a lieu en juin 1971 au siège de l'URSBSFA.
| Nom                                   | Tirage au sort | Date aller                         | Date retour                        | Équipes participantes | Équipes restantes |
| ------------------------------------- | -------------- | ---------------------------------- | ---------------------------------- | --------------------- | ----------------- |
| Quatrième tour préliminaire           | juin 1971      | 22 août 1971                       | 22 août 1971                       | 64                    | 32                |
| Trente-deuxièmes de finale *          | juin 1971      | 29 août 1971                       | 29 août 1971                       | 64                    | 32                |
| Seizièmes de finale                   | ???            | 6, 11 et 17 novembre 1971          | 6, 11 et 17 novembre 1971          | 32                    | 16                |
| Huitièmes de finale                   | ???            | 29 décembre 1971, 2 janvier 1972   | 29 décembre 1971, 2 janvier 1972   | 16                    | 8                 |
| Quarts de finale                      | ???            | 9 février 1972, 29 et 30 mars 1972 | 9 février 1972, 29 et 30 mars 1972 | 8                     | 4                 |
| Demi-finale                           | ???            | 3 mai 1972                         | 3 mai 1972                         | 4                     | 2                 |
| Finale                                | -              | 28 mai 1972                        | 28 mai 1972                        | 2                     | -                 |
| * entrée des clubs de D1 et D2 belges |                |                                    |                                    |                       |                   |

## Trente-deuxièmes de finale
La répartition des 64 clubs est la suivante : 16 clubs de D1, 16 clubs de D2, 22 clubs de D3, 9 clubs de Promotion et 1 club de provinciale anversoise. Le "petit poucet" est le SK Aalter. Ce tour est disputé les 28 et 29 août 1971.

### Participants
La majorité des clubs se situent en Flandre, qui est la Région la plus peuplée du pays. Avec la présence du "provincial" SK Aalst, la Province de Flandre orientale dispose encore d'au moins un représentant pour chacune des cinq catégories de divisions.
| Régions         | Total | D1 | D2 | D3 | P | Prov' |
| --------------- | ----- | -- | -- | -- | - | ----- |
| Bruxelles       | 6     | 4  | 1  | 0  | 1 | -     |
| Région flamande | 44    | 9  | 9  | 18 | 6 | 1     |
| Région wallonne | 14    | 3  | 6  | 4  | 2 | -     |
| TOTAUX          | 64    | 16 | 16 | 22 | 9 | 1     |

La Province de Namur et le Brabant wallon ne sont plus représentés.
| # | Provinces                                                                                               | Total    | Div. 1  | Div. 2 | Div. 3 | Prom    | prov' |
| - | --- | -------- | ------- | ------ | ------ | ------- | ----- |
| 1 | Province d'Anvers                                                                                       | 16       | 4       | 4      | 7      | 1       | 0     |
| 2 | Province de Brabant Région de Bruxelles-Capitale Province du Brabant flamand Province du Brabant wallon | 10 6 4 0 | 5 4 1 0 | 1 1 0  | 0 0    | 4 1 3 0 | 0 0   |
| 3 | Province de Flandre-Occidentale                                                                         | 6        | 3       | 0      | 2      | 1       | 0     |
| 4 | Province de Flandre-Orientale                                                                           | 10       | 1       | 2      | 5      | 1       | 1     |
| 5 | Province de Hainaut                                                                                     | 6        | 0       | 3      | 2      | 1       | 0     |
| 6 | Province de Liège                                                                                       | 7        | 2       | 3      | 1      | 1       | 0     |
| 7 | Province de Limbourg                                                                                    | 8        | 1       | 3      | 4      | 0       | 0     |
| 8 | Province de Luxembourg                                                                                  | 1        | 0       | 0      | 1      | 0       | 0     |
| 9 | Province de Namur                                                                                       | 0        | 0       | 0      | 0      | 0       | 0     |
|   | TOTAUX                                                                                                  | 64       | 16      | 16     | 22     | 9       | 1     |

### Résultats
Ce tour est joué, le samedi 28 août 1971 et le dimanche 29 août 1971, en une seule manche disputée sur le terrain de la première équipe citée. En cas d'accord entre les clubs concernés, l'ordre du tirage au sort peut être inversé.
- 64 clubs, 32 rencontres.
  - Un cercle de D1, le FC Liégeois est éliminé d'entrée par Lokeren à l'poque montant en D3.
  - Trois clubs de D2 sont sortis, on retrouve quatre formations de D3 au Seizièmes de finale.

|  | Clubs qualifiés pour le tour suivant |
|  | Tenant du trophée                    |

| Dates      | Niv | N° | Équipe 1                          | Équipe 2                        | Score 90' | Score Prol. | Tirs au but |
| 28/08/1971 | T   | 1  | SK Aalst (p-OVl)                  | R. Tilleur FC (II)              | 2-3       |             |             |
| 28/08/1971 | T   | 2  | K. OLSE Merksem SC (III)          | R. Charleroi SC ( II)           | 0-1       |             |             |
| 28/08/1971 | T   | 3  | UR St-Gilloise (I)                | R. FC Sérésien (III)            | 3-1       |             |             |
| 28/08/1971 | T   | 4  | R. FC Brugeois (I)                | K. FC Herentals (III)           | 7-0       |             |             |
| 29/08/1971 | T   | 5  | R. Standard CL (I)                | K. SV Oudenaarde (III)          | 2-1       |             |             |
| 29/08/1971 | T   | 6  | R. Racing White (I)               | K. VG Oostende (III)            | 4-1       |             |             |
| 29/08/1971 | T   | 7  | K. SV Cercle Brugge ( I)          | SK Gullegem(P)                  | 5-0       |             |             |
| 29/08/1971 | T   | 8  | K. SV Sottegem ( III)             | K. Boom FC ( II)                | 1-1       | 1-1         | ?-?         |
| 29/08/1971 | T   | 9  | K. St-Niklaasse SK (II)           | K. FC Vigor Wuitens Hamme (III) | 1-0       |             |             |
| 29/08/1971 | T   | 10 | Patro Eisden (III)                | K. RC Mechelen (II)             | 0-1       |             |             |
| 29/08/1971 | T   | 11 | K. FC Eendracht Zele (P)          | K. FC Turnhout (II)             | 0-1       |             |             |
| 29/08/1971 | T   | 12 | FC Overijse (P)                   | SV Waregem(I)                   | 0-2       |             |             |
| 29/08/1971 | T   | 13 | K. FC Winterslag (III)            | K. Lierse SK (I)                | 1-7       |             |             |
| 29/08/1971 | T   | 14 | R. Ass. Marchiennoise des Sp. (P) | K. FC Diest (I)                 | 1-2       |             |             |
| 29/08/1971 | T   | 15 | K. SK Tongeren ( II)              | ARA LA Gantoise ( II)           | 2-1       |             |             |
| 29/08/1971 | T   | 16 | K. St-Truidense VV (I)            | R. Excelsior Mouscron (III)     | 5-3       |             |             |
| 29/08/1971 | T   | 17 | R. Racing FC Montegnée (P)        | R. Crossing Cl. Schaerbeek (I)  | 0-3       |             |             |
| 29/08/1971 | T   | 18 | R. Daring Molenbeek (II)          | K. Willebroekse SV (III)        | 6-0       |             |             |
| 29/08/1971 | T   | 19 | K. SC Eendracht Aalst (III)       | K. Beerschot VAV (I)            | 0-3       |             |             |
| 29/08/1971 | T   | 20 | Léopold Club Bastogne (III)       | kV Mechelen (I)                 | 0-3       |             |             |
| 29/08/1971 | T   | 21 | FC Verbroedering Meerhout (P)     | AS Oostende KM ( III)           | 1-3       |             |             |
| 29/08/1971 | T   | 22 | K. Berchem Sport (II)             | K. Olympia SC Wijgmaal (P)      | 5-0       |             |             |
| 29/08/1971 | T   | 23 | K. Beeringen FC (II)              | R. AEC Mons (III)               | 4-2       |             |             |
| 29/08/1971 | T   | 24 | R. SC Anderlechtois (I)           | K. VV Lyra (III)                | 7-0       |             |             |
| 29/08/1971 | T   | 25 | Racing Jet Bruxelles ( P)         | AS Eupen (II)                   | 1-3       |             |             |
| 29/08/1971 | T   | 26 | K. SC Maccabi Voetbal Antw. (III) | K. Waterschei SV THOR Genk (II) | 0-1       |             |             |
| 29/08/1971 | T   | 27 | R. CS Verviétois (II)             | Puurs Excelsior FC (III)        | 1-2       |             |             |
| 29/08/1971 | T   | 28 | R. FC Liégeois (I)                | K. SC Lokeren ( III)            | 0-2       |             |             |
| 29/08/1971 | T   | 29 | R. RC Tirlemont ( P)              | R. Olympic CC (II)              | 1-2       |             |             |
| 29/08/1971 | T   | 30 | K. SC Hasselt (III)               | SK Beveren-Waes (I)             | 0-2       |             |             |
| 29/08/1971 | T   | 31 | V&V Overpelt-Fabriek (III)        | R. Antwerp FC (I)               | 1-2       |             |             |
| 29/08/1971 | T   | 32 | R. AA Louviéroise (II)            | Witgoor Sport Dessel (III)      | 4-2       |             |             |

## Seizièmes de finale
La répartition des 32 clubs est la suivante : 15 clubs de D1, 13 clubs de D2 et 4 clubs de D3. L'ordre des rencontres fait l'objet d'un tirage au sort intégral, aucun club n'est protégé.

### Participants
| Régions         | Total | D1 | D2 | D3 |
| --------------- | ----- | -- | -- | -- |
| Bruxelles       | 5     | 4  | 1  | 0  |
| Région flamande | 21    | 10 | 7  | 4  |
| Région wallonne | 6     | 1  | 5  | 0  |
| TOTAUX          | 32    | 15 | 13 | 4  |

Ls Province de Luxembourg, de Namur et le Brabant wallon ne sont plus représentés.
| # | Provinces                                                                                               | Total   | Div. 1  | Div. 2 | Div. 3 |
| - | --- | ------- | ------- | ------ | ------ |
| 1 | Province d'Anvers                                                                                       | 9       | 4       | 3      | 1      |
| 2 | Province de Brabant Région de Bruxelles-Capitale Province du Brabant flamand Province du Brabant wallon | 6 5 1 0 | 5 4 1 0 | 1 1 0  | 0 0    |
| 3 | Province de Flandre-Occidentale                                                                         | 4       | 3       | 0      | 1      |
| 4 | Province de Flandre-Orientale                                                                           | 4       | 1       | 1      | 2      |
| 5 | Province de Hainaut                                                                                     | 3       | 0       | 3      | 0      |
| 6 | Province de Liège                                                                                       | 3       | 1       | 2      | 0      |
| 7 | Province de Limbourg                                                                                    | 4       | 1       | 3      | 0      |
|   | TOTAUX                                                                                                  | 32      | 15      | 13     | 4      |

### Résultats
|  | Clubs qualifiés pour le tour suivant |
|  | Tenant du trophée                    |

- Les rencontres sont disputées le samedi 6 novembre 1971, le jeudi 11 novembre 1971, le mercredi 17 novembre 1971, le jeudi 2 décembre 1971 et le dimanche 26 décembre 1971.
  - Un cercle de D3, AS Ostende, atteint les Huitième de finale.
  - Six formations de D2 franchissent le cap, ainsi Tongres, promu en D2, évince le Club Brugeois vainqueur du trophée deux ans plus tôt.

| Dates      | Niv | N° | Équipe 1                        | Équipe 2                 | Score 90' | Score Prol. | Tirs au but |
| 06/11/1971 | S   | 1  | K. Waterschei SV THOR Genk (II) | R. Charleroi SC ( II)    | 0-1       |             |             |
| 06/11/1971 | S   | 2  | AS Eupen (II)                   | R. AA Louviéroise (II)   | 2-2       | 2-2         | 4-3         |
| 06/11/1971 | S   | 3  | SK Beveren-Waes (I)             | K. FC Diest (I)          | 2-0       |             |             |
| 06/11/1971 | S   | 4  | R. Antwerp FC (I)               | R. Daring Molenbeek (II) | 2-1       |             |             |
| 11/11/1971 | S   | 5  | K. Lierse SK (I)                | UR St-Gilloise (I)       | 0-0       | 1-0         |             |
| 11/11/1971 | S   | 6  | R. Tilleur FC (II)              | K. SV Sottegem ( III)    | 4-0       |             |             |
| 11/11/1971 | S   | 7  | AS Oostende KM ( III)           | K. FC Turnhout (II)      | 1-0       |             |             |
| 11/11/1971 | S   | 8  | K. St-Niklaasse SK (II)         | K. Beeringen FC (II)     | 0-0       | 0-1         |             |
| 17/11/1971 | S   | 9  | R. Crossing Cl. Schaerbeek (I)  | K. Beerschot VAV (I)     | 0-1       |             |             |
| 02/12/1971 | S   | 10 | R. SC Anderlechtois (I)         | Puurs Excelsior FC (III) | 5-0       |             |             |
| 26/12/1971 | S   | 11 | K. SC Lokeren ( III)            | R. Standard CL (I)       | 1-1       | 1-2         |             |
| 26/12/1971 | S   | 12 | SV Waregem (I)                  | K. St-Truidense VV (I)   | 0-0       | 0-0         | ?-?         |
| 26/12/1971 | S   | 13 | R. Racing White (I)             | K. SV Cercle Brugge ( I) | 6-1       |             |             |
| 26/12/1971 | S   | 14 | R. Olympic CC (II)              | K. RC Mechelen (II)      | 2-3       |             |             |
| 26/12/1971 | S   | 15 | K. SK Tongeren ( II)            | R. FC Brugeois (I)       | 1-0       |             |             |
| 26/12/1971 | S   | 16 | kV Mechelen ( I)                | K. Berchem Sport (II)    | 1-0       |             |             |

## Huitièmes de finale
Les 16 clubs encore en lice sont: 9 clubs de D1, 6 clubs de D2 et 1 club de D3. L'ordre des rencontres fait l'objet d'un tirage au sort intégral, aucun club n'est protégé.

### Participants
| Régions         | Total | D1 | D2 | D3 |
| --------------- | ----- | -- | -- | -- |
| Bruxelles       | 2     | 2  | 0  | 0  |
| Région flamande | 10    | 6  | 3  | 1  |
| Région wallonne | 4     | 1  | 3  | 0  |
| TOTAUX          | 16    | 9  | 6  | 1  |

Les provinces de Luxembourg, de Namur, du Brabant flamand et du Brabant wallon ne sont plus représentés.
| # | Provinces                                                                                               | Total | Div. 1 | Div. 2 | Div. 3 |
| - | --- | ----- | ------ | ------ | ------ |
| 1 | Province d'Anvers                                                                                       | 5     | 4      | 1      | 0      |
| 2 | Province de Brabant Région de Bruxelles-Capitale Province du Brabant flamand Province du Brabant wallon | 2 0   | 2 2 0  | 0 0    | 0 0    |
| 3 | Province de Flandre-Occidentale                                                                         | 2     | 1      | 0      | 1      |
| 4 | Province de Flandre-Orientale                                                                           | 1     | 1      | 0      | 0      |
| 5 | Province de Hainaut                                                                                     | 1     | 0      | 1      | 0      |
| 6 | Province de Liège                                                                                       | 3     | 1      | 2      | 0      |
| 7 | Province de Limbourg                                                                                    | 2     | 0      | 2      | 0      |
|   | TOTAUX                                                                                                  | 16    | 9      | 6      | 1      |

### Résultats
|  | Clubs qualifiés pour le tour suivant |
|  | Tenant du trophée                    |

- Les rencontres sont jouées le mercredi 29 décembre 1971 et le dimanche 2 janvier 1972.
  - Tous les qualifiés pour les quarts de finale sont les formations qui évoluent à domicile.
  - Parmi les qualifiés, il n'y a que 3 équipes de Division 1 pour 5 de Division 2 !

| Dates      | Niv | N° | Équipe 1                | Équipe 2              | Score 90' | Score Prol. | Tirs au but |
| 29/12/1971 | H   | 1  | R. Charleroi SC ( II)   | AS Eupen (II)         | 2-1       |             |             |
| 02/01/1972 | H   | 2  | R. Standard CL (I)      | K. Lierse SK (I)      | 4-2       |             |             |
| 02/01/1972 | H   | 3  | R. SC Anderlechtois (I) | R. Racing White (I)   | 2-0       |             |             |
| 02/01/1972 | H   | 4  | R. Tilleur FC (II)      | SV Waregem (I)        | 2-1       |             |             |
| 02/01/1972 | H   | 5  | K. Beerschot VAV (I)    | kV Mechelen ( I)      | 2-0       |             |             |
| 02/01/1972 | H   | 6  | K. SK Tongeren ( II)    | AS Oostende KM ( III) | 1-0       |             |             |
| 02/01/1972 | H   | 7  | K. Beeringen FC (II)    | SK Beveren-Waes (I)   | 1-0       |             |             |
| 02/01/1972 | H   | 8  | K. RC Mechelen (II)     | R. Antwerp FC (I)     | 3-0       |             |             |

## Quarts de finale
Les 8 derniers cercles toujours en compétition proviennent de manière égale de D1 (4), et de D2 (4). L'ordre des rencontres fait l'objet d'un tirage au sort intégral, aucun club n'est protégé.

### Participants
Géographiquement la répartition des participants est équilibrée. Il y a deux Anversois, deux Limbourgeois, deux Liégeois, un Bruxellois et un Hennuyer.
| Régions         | Total | D1 | D2 |
| --------------- | ----- | -- | -- |
| Bruxelles       | 1     | 1  | 0  |
| Région flamande | 4     | 1  | 3  |
| Région wallonne | 3     | 1  | 2  |
| TOTAUX          | 8     | 3  | 5  |

| # | Provinces                                                                                               | Total | Div. 1 | Div. 2 | Div. 3 |
| - | --- | ----- | ------ | ------ | ------ |
| 1 | Province d'Anvers                                                                                       | 2     | 1      | 1      |        |
| 2 | Province de Brabant Région de Bruxelles-Capitale Province du Brabant flamand Province du Brabant wallon | 1 0   | 1 1 0  | 0 0    |        |
| 3 | Province de Hainaut                                                                                     | 1     | 0      | 1      |        |
| 4 | Province de Liège                                                                                       | 2     | 1      | 1      |        |
| 5 | Province de Limbourg                                                                                    | 2     | 0      | 2      |        |
|   | TOTAUX                                                                                                  | 8     | 3      | 5      |        |

### Résultats
|  | Clubs qualifiés pour le tour suivant |
|  | Tenant du trophée                    |

- Les rencontres sont jouées le mercredi 9 février 1972, le mercredi 29 mars 1972 et le jeudi 30 mars 1972.
  - Le tirage au sort n'oppose pas de cercles de D1 entre-eux.
  - Le tenant du titre se fait surprendre à domicile à domicile
  - Deux équipes de D1 et deux clubs de D2 atteignent le dernier carré.

| Dates      | Niv | N° | Équipe 1              | Équipe 2                | Score 90' | Score Prol. | Tirs au but |
| 09/02/1972 | Q   | 1  | R. Standard CL (I)    | K. Beeringen FC (II)    | 1-0       |             |             |
| 29/03/1972 | Q   | 2  | K. SK Tongeren ( II)  | R. Tilleur FC (II)      | 0-1       |             |             |
| 30/03/1972 | Q   | 3  | R. Charleroi SC ( II) | R. SC Anderlechtois (I) | 0-5       |             |             |
| 30/03/1972 | Q   | 4  | K. Beerschot VAV (I)  | K. RC Mechelen (II)     | 2-3       |             |             |

## Demi-finales

### Participants
Fait plutôt rare, les clubs wallons sont les plus nombreux.
| Régions         | Total | D1 | D2 |
| --------------- | ----- | -- | -- |
| Bruxelles       | 1     | 1  | 0  |
| Région flamande | 1     | 0  | 1  |
| Région wallonne | 2     | 1  | 1  |
| TOTAUX          | 4     | 2  | 2  |

La Province de Liège place deux représentants, pour un Anversois, et un Bruxellois.
| # | Provinces                                                                                               | Total | Div. 1 | Div. 2 | Div. 3 |
| - | --- | ----- | ------ | ------ | ------ |
| 1 | Province d'Anvers                                                                                       | 1     | 0      | 1      |        |
| 2 | Province de Brabant Région de Bruxelles-Capitale Province du Brabant flamand Province du Brabant wallon | 1 0   | 1 1 0  | 0 0    |        |
| 3 | Province de Liège                                                                                       | 2     | 1      | 1      |        |
|   | TOTAUX                                                                                                  | 4     | 2      | 2      |        |

### Résultats
|  | Clubs qualifiés pour la finale |

- Les demi-finales sont disputées le mercredi 3 mai 1972.
  - Le tirage au sort permet aux deux favoris de s'éviter, mais propose un sympathique derby liégeois.
  - Qualification logique pour les cercles de D1, qui jouent à domicile, contre des formations de D2 qui luttent pour leur maintien dans l'antichambre de l'élite. La dernière journée de championnat de D2 est programmée quatre jours après ces demi-finales. le RC Mechelen (24) et Tilleur (23) sont à la lutte avec Waterschei (23). Les "Métallos" tilleuriens sont en situation de test-match avec les Limbourgeois. Le 7 mai 1972, ceux-ci ne réalisent qu'un partage contre l'AS Eupen, alors que le Racing de Malines et Tilleur obtiennent le succès salvateur.
  - Également le 7 mai 1972, Anderlecht écrase St-Trond (5-1) alors que le Club Brugeois est tenu en échec (1-1) au Racing White. Deux résultats qui offrent leur 15e titre national au "Mauves"

| Dates      | Niv | N° | Équipe 1                | Équipe 2            | Score 90' | Score Prol. | Tirs au but |
| 03/05/1972 | D   | 1  | R. Standard CL (I)      | R. Tilleur FC (II)  | 4-1       |             |             |
| 03/05/1972 | D   | 2  | R. SC Anderlechtois (I) | K. RC Mechelen (II) | 4-1       |             |             |

## Finale
L'apothéose de cette édition oppose deux des cadors du football belge. Anderlecht tout frais champion national pour la 15e fois est donné légèrement favori devant son rival liégeois qui a dû se satisfaire d'une 3e place en championnat. La partie est agréable mais manque parfois d'envolée.Les deux équipes se tiennent de près et aucune de se découvre totalement.
Peu avant la demi-heure de jeu, Dockx récupère le ballon dans sa partie de terrain et s'enfonce, balle au pied, plein axe dans le camp adverse. Il sert joliment Van Himst qui se joue de Dewalque et croise hors de portée de Piot.
Dans le courant de la seconde période, l'indécision persiste. Anderlecht a eu énorme possibilité de creuser l'écart. Mais le Suédois Ejderstedt, qui a profité d'une maladresse de Dolmans, joue "solo" au lieu de servir Rensenbrink totalement esseulé. Le gardien liégeois dégage le cuir vers Dolmans, lequel ouvre magnifiquement vers Silvester Takač. Le Yougoslave prend Broos de vitesse et devance la sortie du gardien Ruiter. Hélas, pour les "Rouches", le ballon heurte le poteau avant d'être dégagé.
Les Anderlechtois gèrent les dernières minutes et enlèvent leurs deuxième Coupe de Belgique.
| R. SC Anderlechtois · |                   |  |
| Titulaires :          |                   |  |
|                       |                   |  |
| 1                     | Jan Ruiter        |  |
| 2                     | Georges Heylens   |  |
| 3                     | Jos Volders       |  |
| 4                     | Gilbert Van Binst |  |
| 5                     | Hugo Broos        |  |
| 6                     | Jean Dockx        |  |
| 7                     | Jan Verheyen      |  |
| 8                     | Inge Ejderstedt   |  |
| 9                     | Jan Mulder        |  |
| 10                    | Paul Van Himst    |  |
| 11                    | Rob Rensenbrink   |  |
|                       |                   |  |
| Remplaçants :         |                   |  |
|                       | néant             |  |
|                       |                   |  |
| Entraîneur :          |                   |  |
| Georg Kessler         |                   |  |

| R. Standard CL · |                 |     |
| Titulaires :     |                 |     |
|                  |                 |     |
| 1                | Christian Piot  |     |
| 2                | Jacky Beurlet   |     |
| 3                | Jean Thissen    |     |
| 4                | Léon Dolmans    |     |
| 5                | Nico Dewalque   | 26e |
| 6                | Louis Pilot     |     |
| 7                | Léon Semmeling  |     |
| 8                | Tommy Svensson  | 57e |
| 9                | Ľudovít Cvetler |     |
| 10               | Roger Henrotay  |     |
| 11               | Silvester Takač |     |
|                  |                 |     |
| Remplaçants :    |                 |     |
| 12               | Léon Jeck       | 26e |
| 13               | Bengt Johansson | 57e |
|                  |                 |     |
| Entraîneur :     |                 |     |
| René Hauss       |                 |     |

| R. SC Anderlechtois · |                   |  |
| Titulaires :          |                   |  |
|                       |                   |  |
| 1                     | Jan Ruiter        |  |
| 2                     | Georges Heylens   |  |
| 3                     | Jos Volders       |  |
| 4                     | Gilbert Van Binst |  |
| 5                     | Hugo Broos        |  |
| 6                     | Jean Dockx        |  |
| 7                     | Jan Verheyen      |  |
| 8                     | Inge Ejderstedt   |  |
| 9                     | Jan Mulder        |  |
| 10                    | Paul Van Himst    |  |
| 11                    | Rob Rensenbrink   |  |
|                       |                   |  |
| Remplaçants :         |                   |  |
|                       | néant             |  |
|                       |                   |  |
| Entraîneur :          |                   |  |
| Georg Kessler         |                   |  |

| R. Standard CL · |                 |     |
| Titulaires :     |                 |     |
|                  |                 |     |
| 1                | Christian Piot  |     |
| 2                | Jacky Beurlet   |     |
| 3                | Jean Thissen    |     |
| 4                | Léon Dolmans    |     |
| 5                | Nico Dewalque   | 26e |
| 6                | Louis Pilot     |     |
| 7                | Léon Semmeling  |     |
| 8                | Tommy Svensson  | 57e |
| 9                | Ľudovít Cvetler |     |
| 10               | Roger Henrotay  |     |
| 11               | Silvester Takač |     |
|                  |                 |     |
| Remplaçants :    |                 |     |
| 12               | Léon Jeck       | 26e |
| 13               | Bengt Johansson | 57e |
|                  |                 |     |
| Entraîneur :     |                 |     |
| René Hauss       |                 |     |

## Nombre d'équipes par division
| Division   | Quatrième tour préliminaire | +   | Trente-deuxièmes de finale | Seizièmes de finale | Huitièmes de finale | Quarts de finale | Demi-finales | Finale |
| ---------- | --------------------------- | --- | -------------------------- | ------------------- | ------------------- | ---------------- | ------------ | ------ |
| D1         |                             | +16 | 16                         | 15                  | 9                   | 3                | 2            | 2      |
| D2         | +2                          | +14 | 16                         | 13                  | 6                   | 5                | 2            | -      |
| D3         | 28                          | +2  | 22                         | 4                   | 1                   | 0                | -            | -      |
| Promotion  | 27                          | -   | 9                          | 0                   | -                   | -                | -            | -      |
| Provincial | 7                           | -   | 1                          | 0                   | -                   | -                | -            | -      |
| Total      | 64                          | +32 | 64                         | 32                  | 16                  | 8                | 4            | 2      |